# Девет и по недеља
Девет и по недеља (енгл. 9½ Weeks), америчка еротска драма редитеља Адријана Лина из 1986. године са Ким Бејсингер и Микијем Рорком у главним улогама. Филм је заснован на истоименој књизи Елизабет Макнил.
Филм је с временом стекао статус код обожавалаца и постао један од значајнијих високобуџетних сексуално експлицитних филмова 80-их, што је резултирало снимањем два наставка, Других 9½ недеља (1997) и Првих 9½ недеља (1998), који нису постигли запажени успех.

## Радња
Када је Елизабет (Ким Бејсингер) упознала Џона (Мики Рорк), била је паметна, префињена жена која је имала контролу над својим животом. Заинтригирана његовом мистериозном и резервисаном личношћу, срља у везу опасне страсти - у везу која постаје еротски кошмар фантазије и доминације. Ускоро Елизабет мора да изабере: своје жудње или свој здрави разум.

## Улоге
| Глумац           | Улога            |
| ---------------- | ---------------- |
| Ким Бејсингер    | Елизабет Макграв |
| Мики Рорк        | Џон Греј         |
| Маргарет Витон   | Моли             |
| Дејвид Марголис  | Харви            |
| Кристин Барански | Теа              |
| Керен Јанг       | Шу               |